# Спивак, Леонид Иванович
Леони́д Ива́нович Спива́к (23 октября 1925, Лубны, Полтавская область, Украинская ССР, СССР — 21 августа 1999, Санкт-Петербург) — советский учёный-медик, психиатр, организатор здравоохранения и медицинской науки, доктор медицинских наук (1962), профессор (1965), генерал-майор медицинской службы (1979). Лауреат Государственной премии СССР (1979).

## Биография
Родился 23 октября 1925 года в городе Лубны, Полтавской области.
С 1942 по 1947 годы проходил обучение в Военно-медицинской академии имени С. М. Кирова. С 1947 по 1951 годы обучался в адъюнктуре кафедры психиатрии.
С 1951 начал свою научно-педагогическую деятельность на кафедре психиатрии Военно-медицинской академии имени С. М. Кирова: с 1951 по 1953 годы — младший преподаватель, с 1953 по 1956 год — старший научный сотрудник,  с 1956 года преподаватель, с 1965 года — старший преподаватель. С 1968 по 1973 год — профессор-консультант Учёного совета ВМА имени С. М. Кирова. С 1973 по 1985 годы — начальник кафедры психиатрии.
Одновременно с педагогической работой с 1973 по 1985 год Л. И. Спивак работал в должности главного психиатра Министерства обороны СССР, в период ввода советских войск в Афганистан отвечал за психологическое состояние Советской армии. В 1979 году Л. И. Спиваку Постановлением СМ СССР было присвоено звание  генерал-майор медицинской службы.
С 1990 по 1999 год по приглашению академика Н. П. Бехтеревой Л. И. Спивак был руководителем нейрохирургического отделения Клиники Института экспериментальной медицины АН СССР — РАН, где занимался вопросами в области психофармакологии.

### Достижения в области психиатрии
В 1951 году Л. И. Спивак защитил диссертацию на соискание учёной степени кандидат медицинских наук по теме: «Анализ изменений коленного рефлекса при депрессивных и гипоманиакальных состояниях», в 1962 году — докторскую диссертацию по теме: «Психопатия и психопатоподобные состояния». В 1965 году Л. И. Спиваку было присвоено учёное звание профессора. В 1979 году по совокупности работ по психофармакологии Л. И. Спивак был удостоен Государственной премии СССР. В 1971 году выпущенная им монография «Психотомиметики» вывела отечественную психофармакологию на лидирующие позиции в мировой науке.
Скончался 21 августа 1999 года в Санкт-Петербурге. Похоронен на кладбище Санкт-Петербургского крематория.

## Семья
- Супруга Нонна Ястребова — советская и российская артистка балета, выступавшая на сцене Театра оперы и балета им. Кирова. Заслуженная артистка РСФСР (1957)
  - Сын Дмитрий — д.ф.н., профессор[4]